# ماکسیمیلیان هنری باواریا
ماکسیمیلیان هنری باواریا (آلمانی: Maximilian Heinrich von Bayern؛ ۸ اکتبر ۱۶۲۱ – ۳ ژوئن ۱۶۸۸) کشیش کاتولیک اهل آلمان بود او پسر سوم و چهارمین فرزند آلبرت ششم بود و در سال ۱۶۵۰، وی به عنوان اسقف اعظم منتخب کلن، اسقف هیلدسهایم و اسقف لیژ به جای عموی خود، فردیناند باواریا منصوب شد او در تمام دوران حرفه ای خود با فرانسه همکاری کرد تا اقتدار امپراتور مقدس روم را محدود کند و در طرف مقابل امپراتوری در جنگ فرانسه و هلند شرکت کرد وی در سال ۱۶۸۸ درگذشت و جوزف کلمنز از باواریا جانشین وی شد.